# Francisco López Hernández

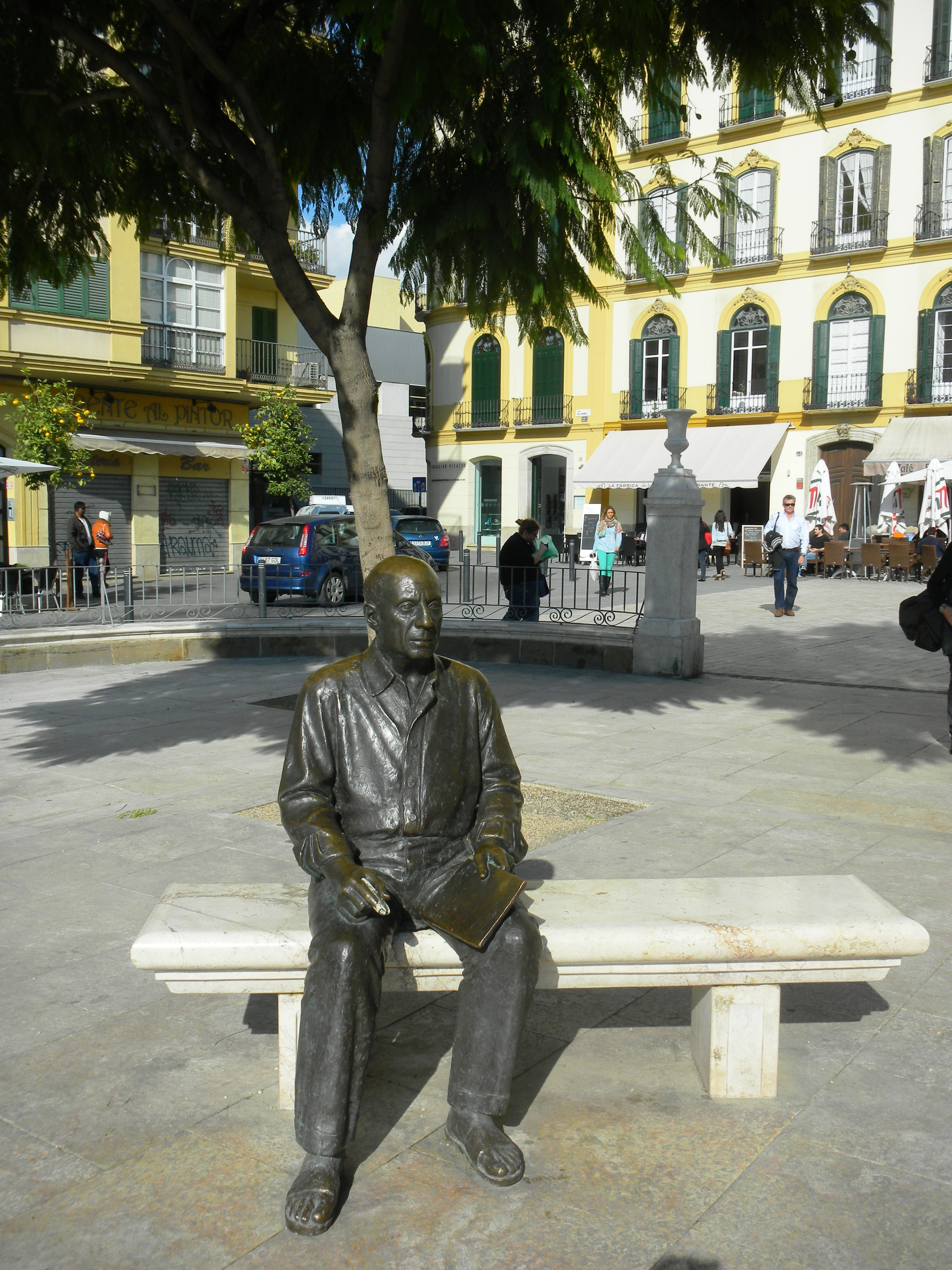
„Picasso“ von Francisco López Hernández in Málaga (2008)

 Francisco López Hernández (* 28. April 1932 in Madrid; † 8. Januar 2017 ebenda) war ein spanischer Bildhauer und Zeichner. Er war Teil des Künstlerkollektivs Realistas de Madrid.

## Leben
Als Sohn eines Goldschmieds hatte er als Kind schon Kontakt mit künstlerischer Arbeit. Sein Bruder, der spanische Bildhauer Julio López Hernández (* 1930) war verheiratet mit der Malerin Esperanza Parada (* 1928).
Francisco López Hernández studierte an der Real Academia de Bellas Artes de San Fernando in Madrid bei José Capuz. 1960 heiratete er die Malerin Isabel Quintanilla (1938–2017) und lehrte ab 1969 an der Real Academia de Bellas Artes de San Fernando in Madrid.
Enge Freunde waren der spanische Maler Lucio Muñoz (1929 bis 1998), dessen Ehefrau, die Malerin Amalia Avia (1930 bis 2011) und der Maler Antonio López Garcia (* 1936), verheiratet mit der Malerin María Moreno (1933–2020). Mit den in Madrid ansässigen, realistischen Malern Eduardo Naranjo (* 1944), Carmen Laffón (1934–2021), Cristóbal Toral (* 1940), José Hernández (1944–2013), Daniel Quintero (* 1949), Félix de la Concha (* 1962), Menéndez Morán (* 1956), Carlos Díez Bustos (* 1959) und dem Maler und Fotografen José Manuel Ballester (* 1960) waren sie bekannt.

## Werk

### Skulpturen im öffentlichen Raum (Auswahl)

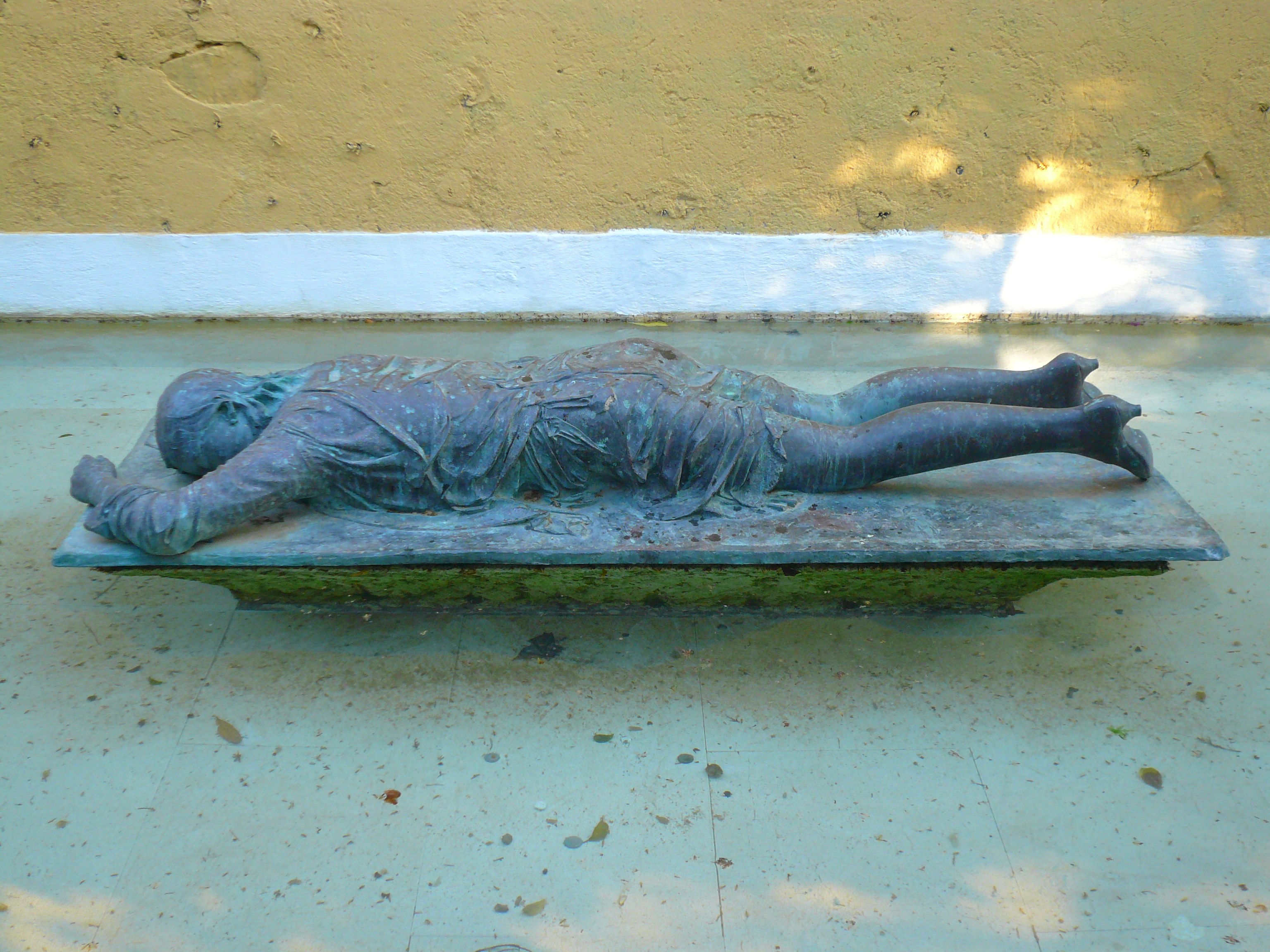
Ofelia ahogada, Villa Cecilia (1964)

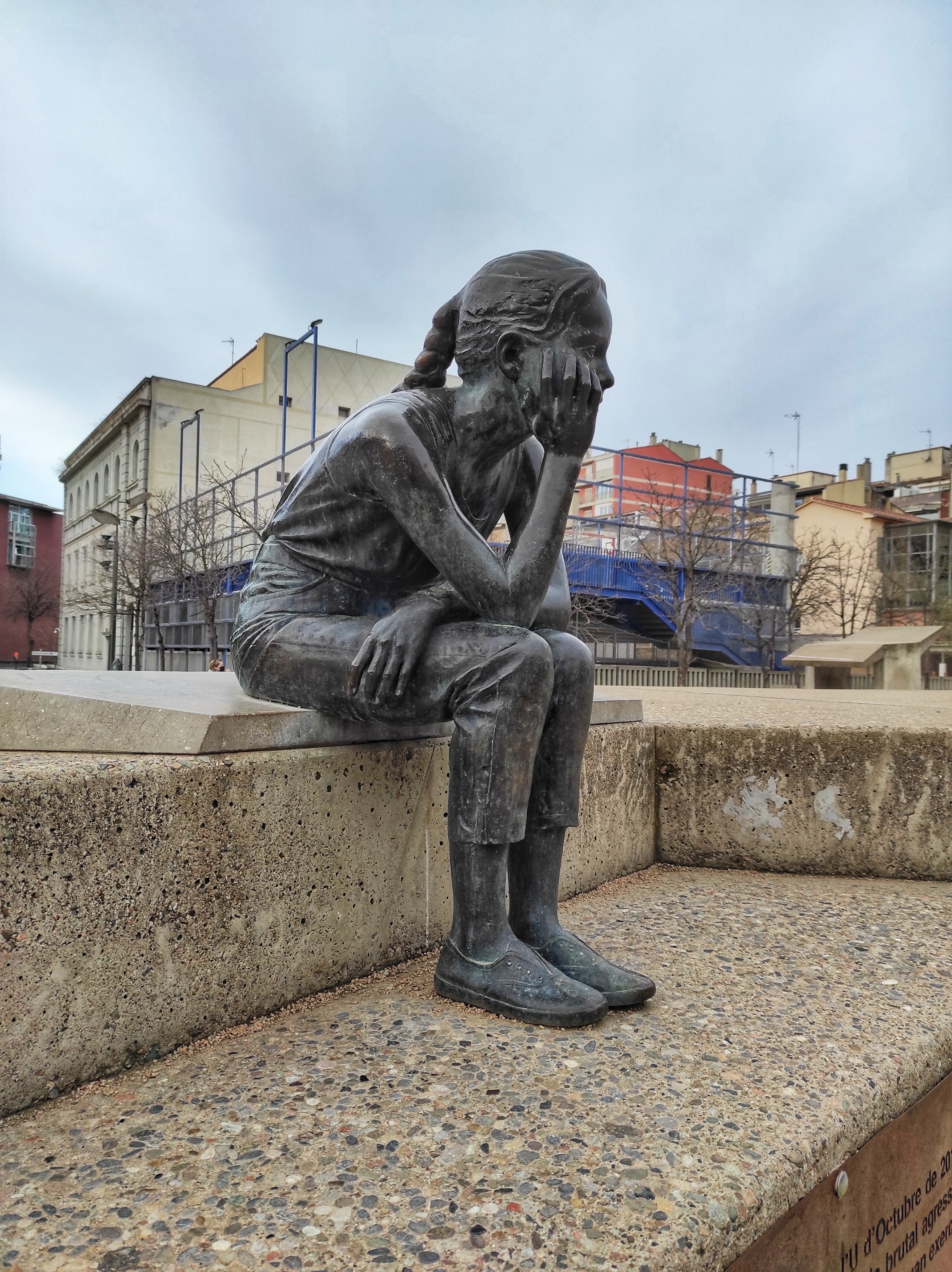
Escultura La nena de la Constitució

- 2008: Pablo Ruiz Picasso vor seinem Geburtshaus, Plaza de La Merced, Málaga[5]
- 2004: Denkmal für Karl III. Plaza del Castillo an der Avenida de Carlos III, Pamplona
- 2004: Denkmal für José Antonio Aguirre und Lecube Strasse Ercilla, Bilbao
- 2005: Denkmal für Blas de Otero, Bilbao
- 2001: Denkmal für Josemaría Escrivá, Zentralgebäude der Universität von Navarra
- 1998: Tribut für den Handelsvertreter am Bahnhof Madrid Atocha
- 1988: Denkmal für Enrique Tierno Galván Park des Planetariums in Madrid
- Denkmal für Velázquez, Madrid
- Mujer en la fuente, Logroño
- 1965: Relief von Madrid, Universität Complutense Madrid, in Zusammenarbeit mit Rafael Moneo

### Einzelausstellungen (Auswahl)
- 1996: Centro Culturas Conde Duque, Madrid
- 1993: Galerie Brockstedt, Hamburg
- 1984: Ayuntamiento de Logroño, La Rioja
- 1974: Galerie Herbert Meyer-Ellinger, Frankfurt
- 1973: Kunsthalle zu Kiel, Kiel
- 1970: Galerie Buchholz, München

### Gruppenausstellungen (Auswahl)
- 1977: documenta 6, Kassel

### Werke in Sammlungen (Auswahl)
- Museo Reina Sofía, Madrid
- British Museum, London
- Museum voor Schone Kunsten (Gent), Belgien
- Nationalgalerie (Berlin), Berlin
- Neue Pinakothek, München
- Hamburger Kunsthalle, Hamburg

## Auszeichnungen
- 1966 Stipendium der Juan March Stiftung
- 1958 Auszeichnung Tomás Francisco Prieto